# Sản xuất chế tạo

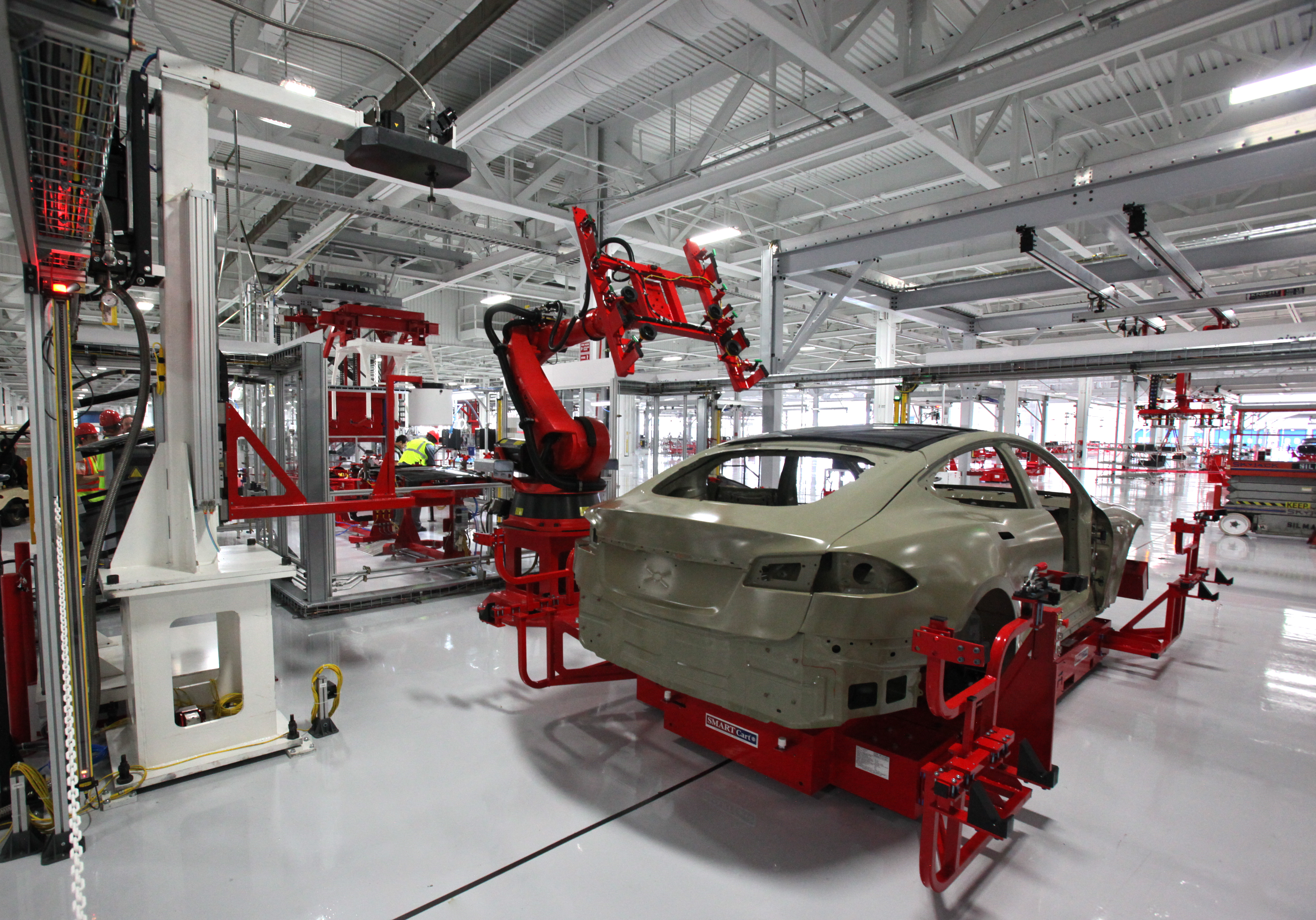
Sản xuất ô tô của Tesla

Sản xuất chế tạo là một bộ phận trong khu vực thứ hai của một nền kinh tế, bao gồm các ngành sản xuất sản phẩm hoàn chỉnh và có thể sử dụng cũng như sản xuất vật liệu xây dựng. Khu vực này thường sử dụng các sản phẩm của khu vực sơ khai (hay khu vực thứ nhất của nền kinh tế) làm đầu vào để sản xuất ra các sản phẩm công nghệ tiêu dùng. Khu vực chế tạo có thể phân thành hai tiểu khu vực là công nghiệp nặng và công nghiệp nhẹ. Tuy có thể đề cập đến một loạt hoạt động của con người, từ thủ công mỹ nghệ đến sản xuất công nghệ cao, nhưng thuật ngữ này được áp dụng phổ biến nhất cho kiểu dáng công nghiệp, trong đó nguyên liệu thô từ khu vực sơ cấp được chuyển đổi thành hàng hóa thành phẩm trên quy mô lớn. Hàng hóa này có thể bán cho các nhà sản xuất khác để tạo ra những sản phẩm khác phức tạp hơn (như ô tô, máy bay, đồ gia dụng, nội thất, dụng cụ thể thao,...) hoặc được phân phối thông qua khu vực ba của nền kinh tế tới người dùng cuối và người tiêu dùng (thông thường nhà bán buôn, tới nhà bán lẻ, tiếp đến khách hàng sau cùng).
Kỹ thuật sản xuất là lĩnh vực kỹ thuật thiết kế và tối ưu hóa quy trình sản xuất hoặc các bước chuyển đổi nguyên liệu thô thành sản phẩm cuối cùng. Quá trình sản xuất bắt đầu với việc thiết kế sản phẩm và đặc tả vật liệu. Vật liệu sau đó qua quá trình sản xuất chế tạo được chỉnh sửa để ra thành phẩm mong muốn.
Sản xuất chế tạo hiện đại bao gồm tất cả quy trình trung gian liên quan đến sản xuất và tích hợp các phần cấu thành sản phẩm.
Lĩnh vực sản xuất chế tạo có kết nối chặt chẽ với những ngành công nghiệp kỹ thuật và thiết kế công nghiệp.

## Lịch sử và phát triển

### Tiền sử và cổ đại

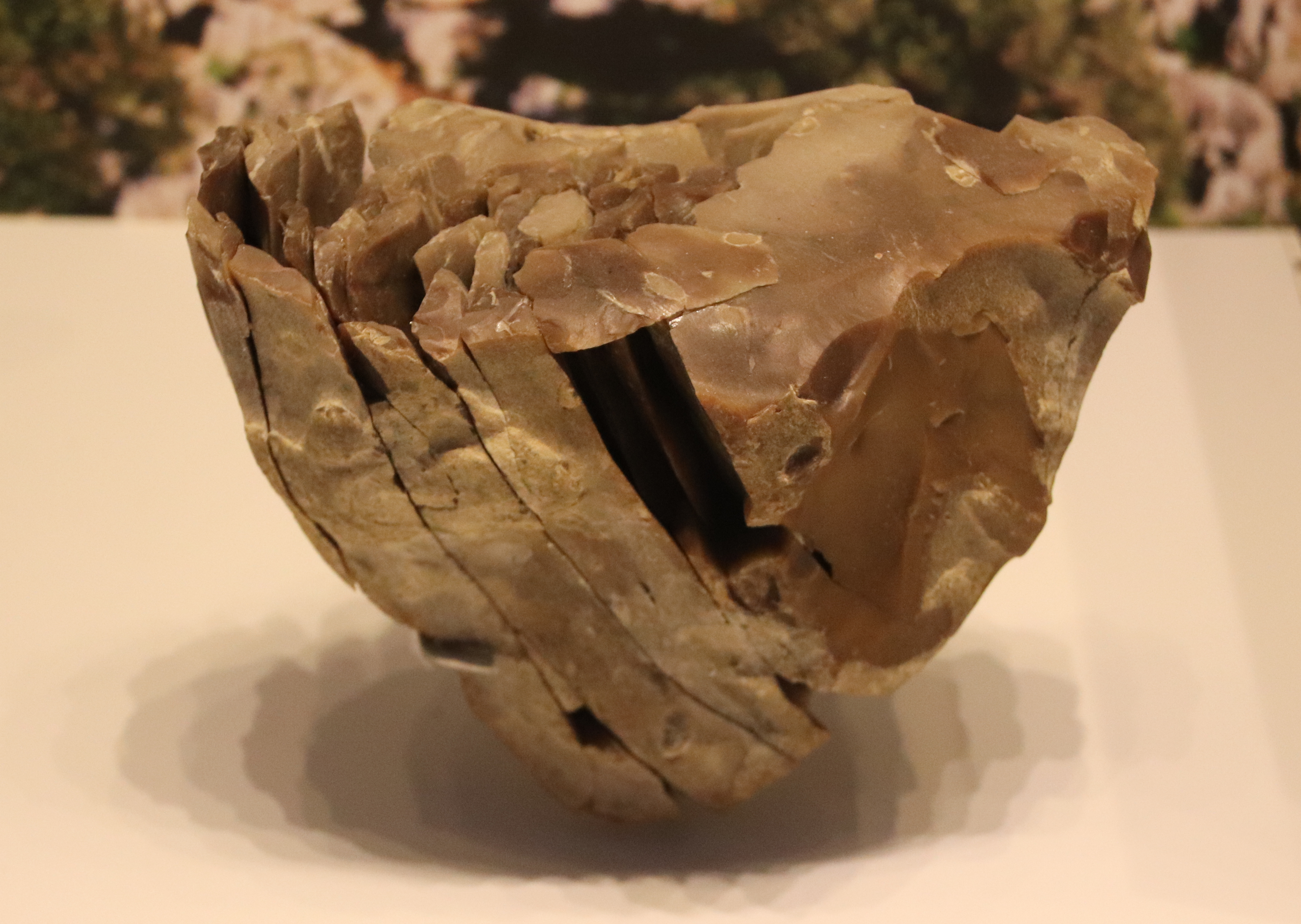
Lõi đá lửa để tạo lưỡi dao, 40.000 năm trước

Tổ tiên loài người đã chế tạo đồ vật bằng đá và những công cụ khác từ rất lâu trước khi người Homo sapiens xuất hiện khoảng 200.000 năm trước. Các phương pháp chế tác công cụ bằng đá sớm nhất, thường gọi là "công nghiệp" Oldowan, có từ ít nhất 2,3 triệu năm trước, bằng chứng sử dụng công cụ sớm nhất được tìm thấy trong Thung lũng tách giãn lớn tại Ethiopia từ 2,5 triệu năm trước. Để tạo ra công cụ bằng đá, họ dùng đá búa (hammerstone) đập lên "lõi đá" cứng có tính chất bong tróc đặc trưng (như đá lửa). Lớp bong tróc này khiến phiến đá cạnh sắc có thể được dùng làm công cụ, chủ yếu ở dạng công cụ chặt thô chopper hay ghè đá scraper. Những công cụ này đã hỗ trợ rất nhiều cho con người sơ khai trong lối sống săn bắt và hái lượm để tạo ra các công cụ khác từ các vật liệu mềm hơn như xương và gỗ. Khoảng 300.000 năm trước, thời kỳ đồ đá giữa chứng kiến sự ra đời của kỹ thuật chuẩn bị lõi đá, từ một hòn đá lõi đơn có thể tạo ra nhiều lưỡi dao. Bong áp lực là kỹ thuật dùng gỗ, xương để tạo hình cho đá được phát triển vào hậu kỳ đồ đá bắt đầu khoảng 40.000 năm trước. Trong thời đồ đá mới, các công cụ bằng đá mài được chế tạo từ nhiều loại đá cứng như đá lửa, ngọc thạch, ngọc bích và đá lục. Những chiếc rìu mài được dùng cùng với những công cụ đá khác như vật phóng (projectile), dao, cạo scraper hay vật liệu hữu cơ như gỗ, xương, sừng.

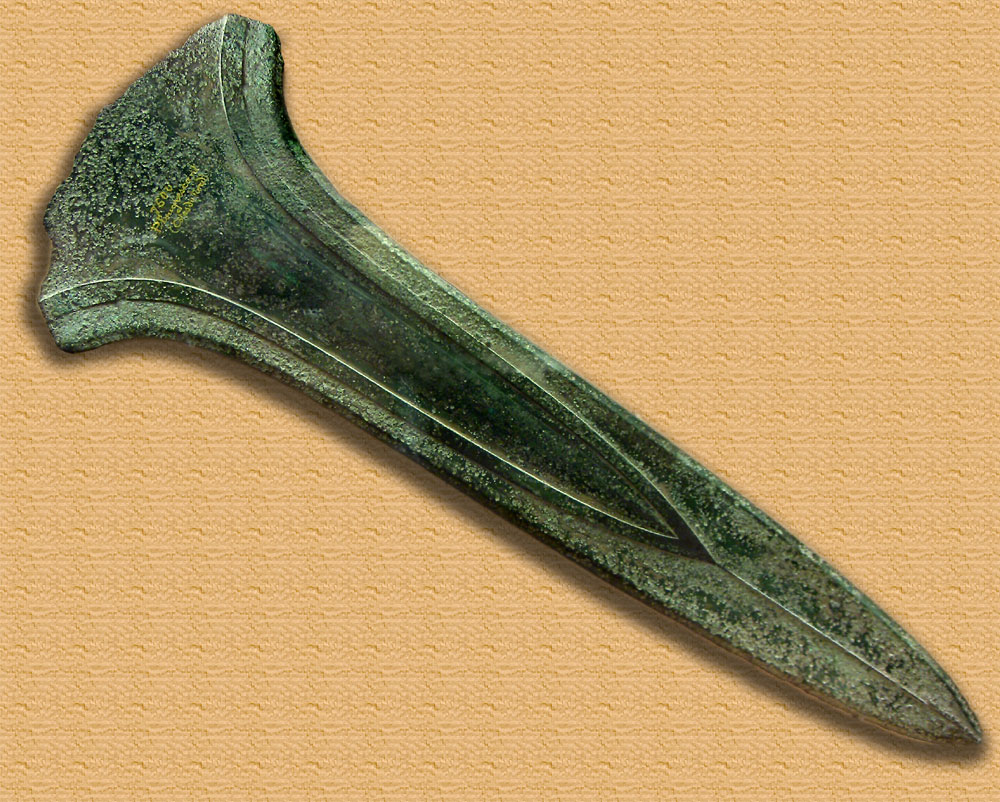
Kiếm hoặc dao găm hậu kỳ đồ đồng

Khi công nghệ lò nung gốm cho nhiệt độ đủ cao thì có thể là nguồn gốc của việc nấu luyện đồng. Với các mỏ quặng đồng sâu hơn thì nồng độ các nguyên tố khác như asen cũng tăng theo, đem nấu chảy sẽ tạo ra đồng asen đủ độ cứng thích hợp để chế tạo công cụ. Đồng điếu là hợp kim đồng với thiếc; hàm lượng thiếc toàn cầu khi ấy tìm được tương đối hiếm khiến cho công cụ đồng chưa thực sự phổ biến trong thời gian dài. Phải đến Thời đại đồ đồng, đồng là một cải thiện lớn so với đá để làm vật liệu chế tạo công cụ, vì cơ tính như độ bền và độ dẻo cũng như khả năng đúc tạo thành các hình dáng phức tạp hơn. Công cụ bằng đồng tác động rõ rệt đến công nghệ đóng thuyền với đinh tán thay thế phương pháp cũ dùng để gắn kết các tấm bằng dây luồn qua lỗ. Người ta xác định Thời đại đồ sắt khi vũ khí và công cụ chế tác bằng sắt thường được sử dụng rộng rãi hơn đồng. Luyện sắt khó hơn luyện thiếc và đồng vì đòi hỏi phải gia công nóng và chỉ có thể nấu chảy trong các lò được thiết kế đặc biệt. Vẫn chưa rõ quá trình luyệt sắt bắt đầu diễn ra ở đâu và khi nào, phần do khó phân biệt kim loại chiết xuất từ quặng chứa niken với sắt thiên thạch được gia công nóng.
Nhiều công nghệ của các nền văn minh cổ đại là kết quả thu được từ những tiến bộ trong sản xuất. Có sáu máy cơ đơn giản đã được phát minh ở Lưỡng Hà. Bánh xe được coi là phát minh của người Lưỡng Hà. Cơ chế truyền động bánh xe và trục quay lần đầu tiên xuất hiện trên bàn xoay gốm, được phát minh tại Lưỡng Hà (Iraq hiện đại) trong thiên niên kỷ 5 TCN. Người Ai Cập cổ đã làm được giấy cói cũng như đồ gốm, sản xuất hàng loạt và vận chuyển đi khắp lưu vực Địa Trung Hải. Các kỹ thuật xây dựng ban đầu của người Ai Cập có sử dụng những loại gạch có thành phần chủ yếu là đất sét, cát, phù sa và nhiều khoáng vật khác.

### Trung cổ và cận đại

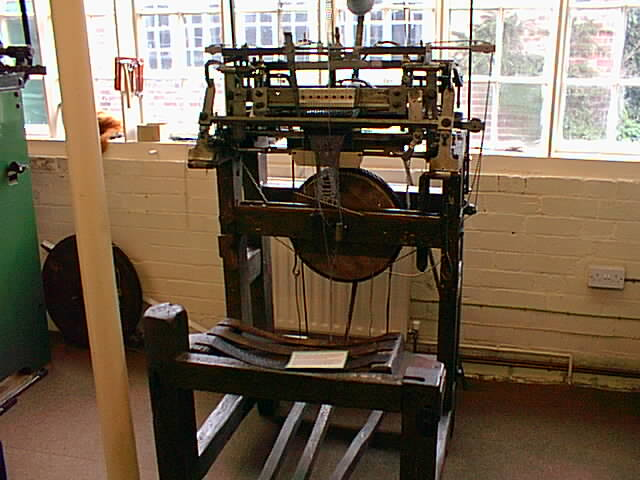
Máy dệt bít tất dài trong Bảo tàng máy dệt khung Ruddington

Thời Trung Cổ chứng kiến những phát minh mới và đổi mới trong cách thức quản lý các phương tiện sản xuất truyền thống, kinh tế tăng trưởng. Nghề làm giấy bắt nguồn từ Trung Quốc thế kỷ 2 được truyền đến Trung Đông khi một số thợ làm giấy bị bắt về vào thế kỷ 8. Nhờ Umayyad chinh phục Hispania, công nghệ làm giấy lan sang châu Âu. Một nhà máy giấy được thành lập ở Sicilia vào thế kỷ thứ 12. Ở châu Âu, sợi làm bột giấy được lấy từ cây lanh và bông. Lynn Townsend White Jr. cho rằng chính guồng quay tơ giúp gia tăng vải, từ đó làm hạ giá giấy, đây là một yếu tố thúc đẩy sự phát triển của ngành in. Cùng với việc đúc súng thần công, lò cao được sử dụng rộng rãi ở Pháp vào giữa thế kỷ 15, công nghệ này đã có tại Trung Quốc từ thế kỷ thứ 4 TCN. Phát minh máy dệt bít tất dài năm 1598 đã tăng tốc độ từ 100 lên 1000 mối đan mỗi phút.

### Cuộc cách mạng công nghiệp lần thứ nhất và lần thứ hai

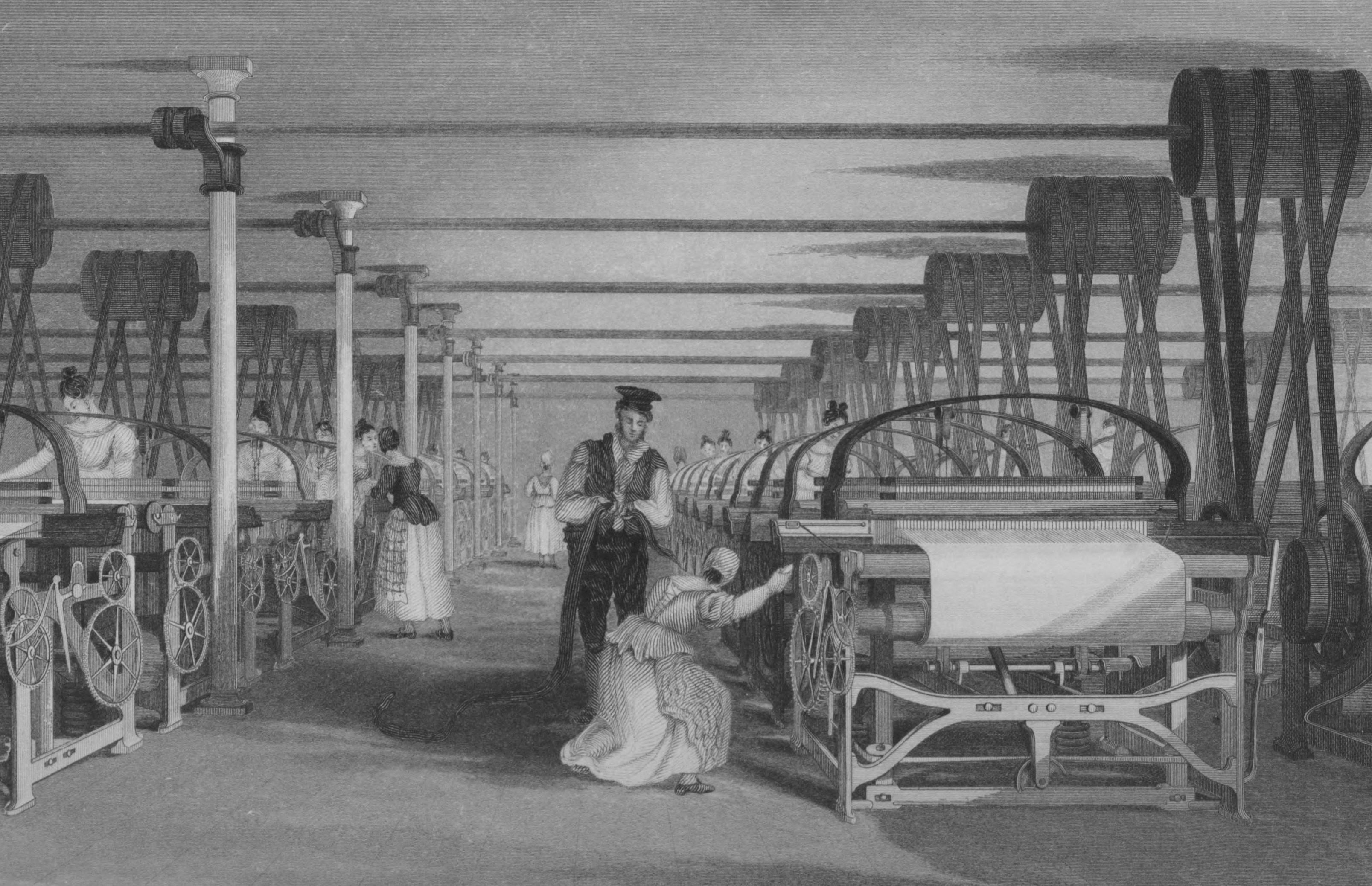
Máy dệt Roberts năm 1835

Cách mạng công nghiệp là quá trình chuyển đổi sang các quy trình sản xuất mới ở Châu Âu và Hoa Kỳ diễn ra từ năm 1760 đến thập niên 1830. Quá trình chuyển đổi này là từ phương pháp sản xuất thủ công sang máy móc, sản xuất hóa chất và quy trình sản xuất thép mới, sử dụng ngày càng nhiều năng lượng hơi nước và thủy năng, máy công cụ phát triển và hệ thống nhà xưởng cơ giới hóa gia tăng. Cách mạng công nghiệp kéo theo tốc độ gia tăng dân số chưa từng thấy. Dệt may là ngành thống trị Cách mạng Công nghiệp xét về công việc làm, giá trị sản lượng và vốn đầu tư; đồng thời cũng là là ngành đầu tiên sử dụng các phương pháp sản xuất hiện đại. Anh là nơi đầu tiên diễn ra công nghiệp hóa nhanh chóng, khởi đầu bằng cơ giới hóa việc kéo sợi trong thập  niên 1780, với tốc độ tăng trưởng cao về năng lượng hơi nước và sản xuất thép sau năm 1800. Ngành dệt cơ giới hóa lan rộng từ Vương quốc Anh sang lục địa Châu Âu và Hoa Kỳ vào đầu thế kỷ 19, các trung tâm sản xuất chế tạo nổi lên ở Bỉ, sau đó là Pháp.
Cuối thập niên 1830 đến đầu thập niên 1840 xảy ra suy thoái kinh tế, khi những đổi mới ban đầu trong Cách mạng Công nghiệp đã chậm lại (như cơ giới hóa kéo sợi và dệt) và thị trường đó cũng đã lớn lên. Những đổi mới phát cuối thời kỳ này, như dùng ngày càng nhiều đầu máy xe lửa, tàu hơi nước, luyện gang nóng cho đến công nghệ mới như điện tín được giới thiệu rộng rãi trong thập niên 1840-1850 không đủ mạnh mẽ thúc đẩy tăng trưởng tốc độ cao. Chỉ sau năm 1870 mới diễn ra tăng trưởng kinh tế nhanh chóng, bắt nguồn từ một nhóm sáng kiến mới trong Cách mạng công nghiệp lần thứ hai. Những đổi mới này bao gồm quy trình luyện thép mới, sản xuất hàng loạt, dây chuyền lắp ráp, hệ thống điện lưới, sản xuất máy công cụ quy mô lớn và sử dụng máy móc ngày càng tiên tiến trong các nhà máy hơi nước.
Dựa trên những cải tiến trong nghiên cứu bơm chân không và vật liệu, đèn sợi đốt trở nên thiết thực để sử dụng rộng rãi vào cuối thập niên 1870. Phát minh này có ảnh hưởng sâu sắc đến các nhà máy vì giờ đây công nhân có thể làm ca hai hoặc ba. Đóng giày được cơ giới hóa vào giữa thế kỷ 19. Nửa cuối thế kỷ 19 diễn ra việc sản xuất hàng loạt máy khâu và các loại máy nông nghiệp như máy gặt. Việc sản xuất hàng loạt xe đạp bắt đầu vào thập niên 1880. Các nhà máy chạy bằng hơi nước trở nên phổ biến, mặc dù việc chuyển đổi từ sức nước sang hơi nước diễn ra ở Anh sớm hơn ở Mỹ.

### Sản xuất hiện đại

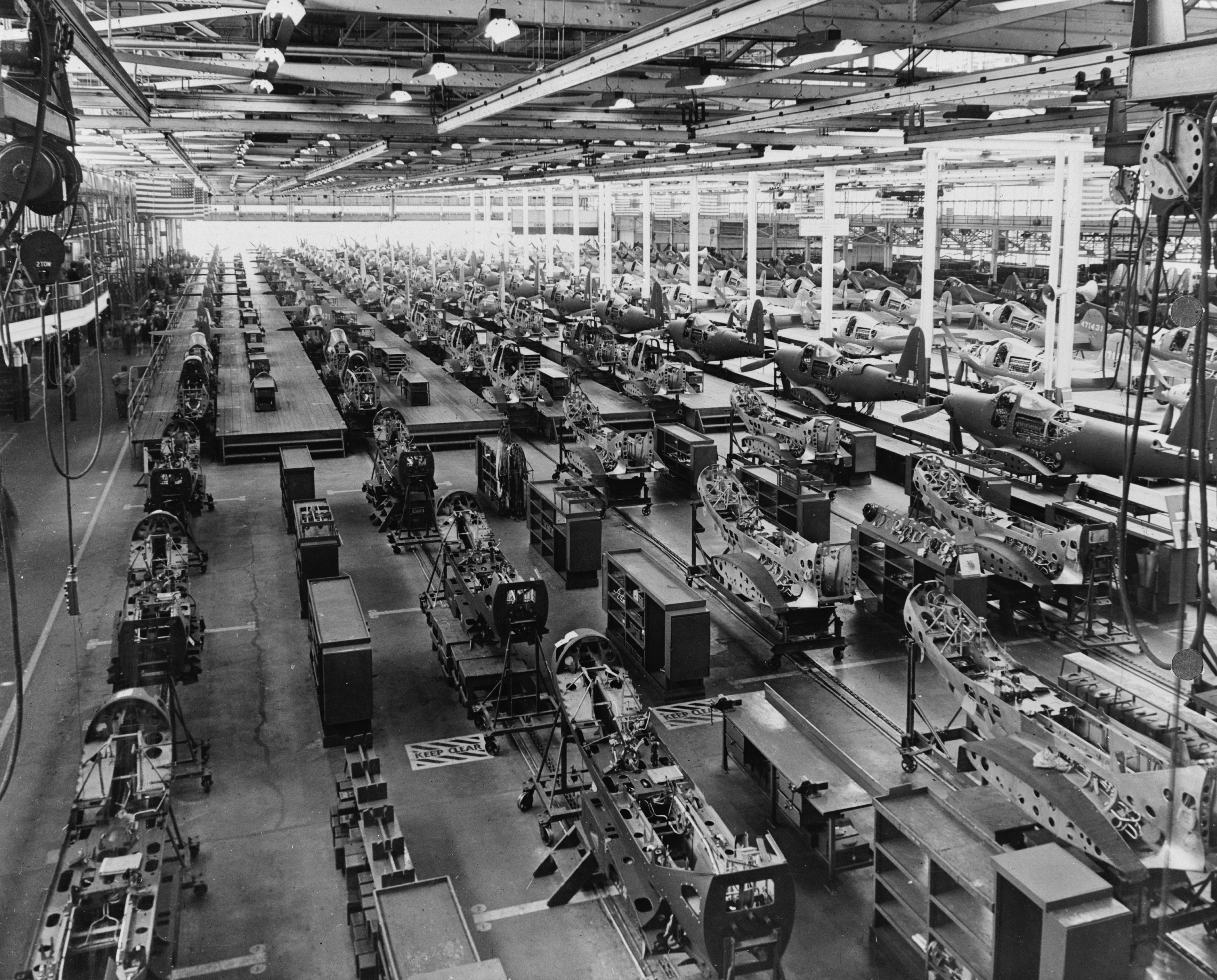
Xưởng lắp ráp của Bell Aircraft Corporation năm 1944

Điện khí hóa dần bắt đầu vào thập niên 1890 sau khi động cơ điện một chiều và xoay chiều được đưa vào thực tế, đạt tốc độ nhanh nhất trong khoảng thời gian từ 1900 đến 1930. Điều này có được là nhờ thành lập các công ty điện lực với nhiều trạm phát trung tâm và hạ giá điện năm 1914-1917. Động cơ điện cho phép linh hoạt hơn trong sản xuất và yêu cầu bảo trì ít hơn. Sản lượng nhiều nhà máy 30% nhờ chuyển dịch sang động cơ điện nhiều hơn. Điện khí hóa cho phép sản xuất hàng loạt hiện đại, tác động lớn nhất lên lĩnh vực gia dụng hàng ngày. Chẳng hạn như tại Công ty sản xuất thủy tinh Ball Brothers, công ty đã điện khí hóa nhà máy bình thủy tinh tại Muncie, Indiana khoảng năm 1900. Quy trình tự động mới sử dụng máy thổi thủy tinh để thay thế 210 thợ thủ công và thợ phụ. Một chiếc xe tải điện nhỏ xử lý được 150 chục chai cùng một lúc trong khi những chiếc xe nâng tay trước đây chỉ có thể là 6 chục chai một lần. Máy trộn điện đã thay thế con người dùng xẻng xúc cát và các thành phần khác đưa vào lò. Một cần trục chạy bằng điện đã thay thế 36 công nhật để di chuyển những vật nặng trong nhà máy.
Sản xuất hàng loạt được phổ biến vào cuối thập niên 1910 và 1920 nhờ Công ty Ford Motor của Henry Ford đã đưa động cơ điện vào dây chuyền sản xuất. Ford cũng đã mua hoặc thiết kế và chế tạo nhiều cơ cấu và máy công cụ như máy khoan trục chính có thể khoan mọi lỗ trên một mặt khối động cơ trong một nguyên công, hay máy phay nhiều đầu có thể gia công đồng thời 15 khối động cơ gá trên giá đỡ. Tất cả máy công cụ này được sắp xếp một cách có hệ thống trong quy trình sản xuất, một số cơ cấu nặng sẽ được xe đặc biệt đưa vào vị trí gia công. Quy trình sản xuất Ford Model T sử dụng tới 32.000 máy công cụ.
Sản xuất tinh gọn (còn gọi là Just In Time - JIT: sản xuất đúng thời điểm) được phát triển ở Nhật Bản vào thập niên 1930. Đó là phương pháp chủ yếu nhằm giảm thời gian trong hệ thống sản xuất cũng như thời gian phản hồi từ các nhà cung ứng và khách hàng. Thập niên 1950, tập đoàn Ô tô Anh của Úc (tiếng Anh: British Motor Corporation) đã áp dụng hệ thống này trong nhà máy Victoria Park tại Sydney, về sau Toyota lấy lại ý tưởng này. Năm 1977, thông tin từ Nhật lan sang phương Tây qua hai bài báo tiếng Anh. Một bài gọi phương pháp này là "Hệ thống Ohno" theo tên của Taiichi Ohno, người có công phát triển hệ thống cho Toyota. Bài kia của chính Toyota đã thông tin chi tiết hơn về phương pháp này. Cuối cùng từ năm 1980, những chi tiết công khai này được áp dụng triển khai và nhanh chóng nhân rộng trong công nghiệp Hoa Kỳ và các quốc gia khác.

## Chính sách công nghiệp

### Tài chính
Ở góc độ tài chính, mục tiêu sản xuất chủ yếu là đạt được lợi ích chi phí trên một đơn vị sản phẩm, từ đó dẫn đến giảm chi phí giá thành sản phẩm cho thị trường hướng tới người dùng cuối. Việc giảm chi phí tương đối cho thị trường là cách các công ty sản xuất đảm bảo tỷ suất lợi nhuận.

### An toàn
Sản xuất chế tạo có những thách thức riêng cho sức khỏe và an toàn lao động. Viện Sức khỏe và An toàn Lao động Quốc gia Hoa Kỳ (tiếng Anh: National Institute for Occupational Safety and Health - NIOSH) coi đây là ngành công nghiệp ưu tiên trong Chương trình Nghiên cứu Nghề nghiệp Quốc gia (tiếng Anh: National Occupational Research Agenda - NORA) để xác định và đưa ra các chiến lược can thiệp liên quan đến các vấn đề sức khỏe và an toàn lao động.

### Đầu tư

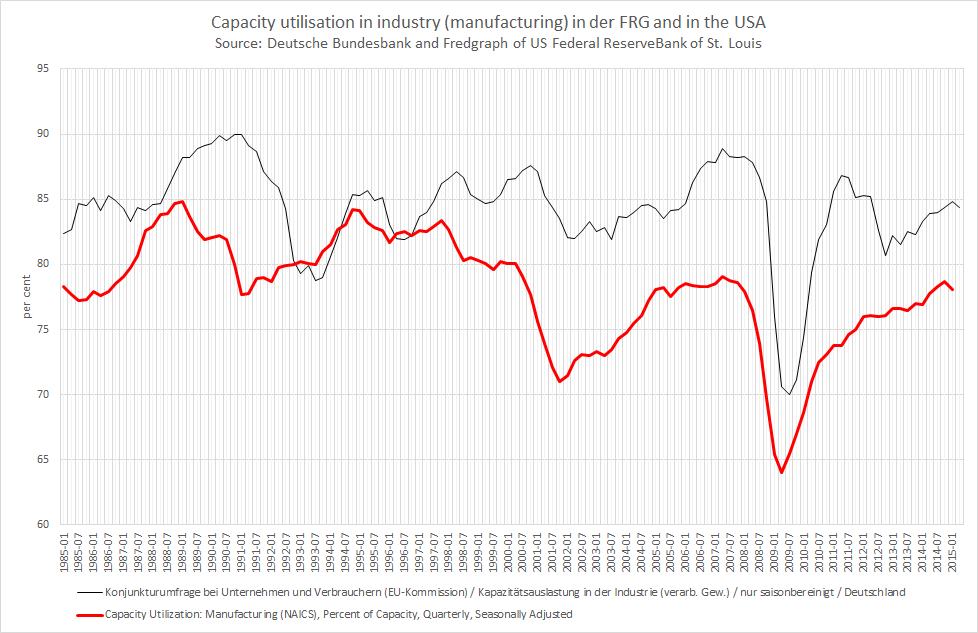
Năng suất sử dụng trong sản xuất chế tạo tại Đức và Hoa Kỳ

Khảo sát và phân tích về xu hướng và vấn đề trong sản xuất chế tạo và đầu tư trên toàn thế giới tập trung vào những nội dung như:
- Bản chất và nguồn gốc những khác biệt đáng kể xảy ra giữa các quốc gia về mức độ sản xuất chế tạo và tăng trưởng kinh tế-công nghiệp nói chung;
- Năng lực cạnh tranh;
- Sức hấp dẫn đối với các nhà đầu tư trực tiếp nước ngoài.

Ngoài những tổng quan chung, các nhà nghiên cứu đã xem xét tính năng và yếu tố ảnh hưởng đến các khía cạnh quan trọng cụ thể của phát triển sản xuất chế tạo. Họ so sánh sản xuất chế tạo và đầu tư ở một loạt các nước phương Tây và phi phương Tây, đồng thời trình bày các nghiên cứu điển hình về tăng trưởng và hiệu quả hoạt động trong từng ngành công nghiệp quan trọng và các khu vực kinh tế thị trường.
Ngày 26 tháng 6 năm 2009, giám đốc điều hành General Electric Jeff Immelt kêu gọi Hoa Kỳ tăng tỷ lệ việc làm trong cơ sở sản xuất chế tạo lên 20% tổng số lao động, kèm nhận xét một số lĩnh vực đã thuê nước ngoài quá nhiều, không còn có thể dựa vào khu vực tài chính và chi tiêu của người tiêu dùng để thúc đẩy nhu cầu. Hơn nữa, tuy sản xuất chế tạo Hoa Kỳ hoạt động tốt so với phần còn lại trong nền kinh tế nội bộ, nghiên cứu cho thấy hoạt động kém hơn so với ngành sản xuất chế tạo ở các quốc gia lương cao khác. Giai đoạn năm 2000-2007, tại Hoa Kỳ mất tổng cộng khoảng 3,2 triệu việc làm tương đương 1/6 trong lĩnh vực sản xuất chế tạo.

## Các quốc gia sản xuất chế tạo hàng đầu
Theo Tổ chức Phát triển Công nghiệp Liên Hợp Quốc (UNIDO), Trung Quốc là nhà sản xuất chế tạo hàng đầu trên toàn thế giới tính đến năm 2021, chiếm 28,7% tổng sản lượng sản xuất chế tạo toàn cầu, tiếp theo là Hoa Kỳ, Nhật Bản, Đức và Ấn Độ.
UNIDO cũng công bố Chỉ số Cạnh tranh Công nghiệp (tiếng Anh: Competitive Industrial Performance - CIP) đo lường khả năng sản xuất chế tạo của các quốc gia khác nhau. Chỉ số CIP kết hợp tổng sản lượng sản xuất ché tạo của một quốc gia với các yếu tố khác như năng lực công nghệ cao và tác động của quốc gia đó đối với nền kinh tế thế giới. Đức đứng đầu về Chỉ số CIP năm 2020, tiếp theo là Trung Quốc, Hàn Quốc, Hoa Kỳ và Nhật Bản.

### Danh sách quốc gia theo sản lượng
Đây là 50 quốc gia hàng đầu tính theo tổng giá trị sản lượng sản xuất chế tạo trong năm quy ra đô la Mỹ do Ngân hàng Thế giới ghi nhận.
| Hạng | Quốc gia/vùng lãnh thổ               | Triệu đô la Mỹ | Năm  |
| ---- | ------------------------------------ | -------------- | ---- |
|      | Thế giới                             | 16.350.207     | 2021 |
| 1    | Trung Quốc                           | 4.865.824      | 2021 |
| 2    | Hoa Kỳ                               | 2.497.131      | 2021 |
| 3    | Nhật Bản                             | 995.309        | 2020 |
| 4    | Đức                                  | 772.252        | 2021 |
| 5    | Hàn Quốc                             | 456.600        | 2021 |
| 6    | Ấn Độ                                | 446.504        | 2021 |
| 7    | Ý                                    | 319.843        | 2021 |
| 8    | Anh                                  | 279.389        | 2021 |
| 9    | Pháp                                 | 269.797        | 2021 |
| 10   | Nga                                  | 256.958        | 2021 |
| 11   | México                               | 232.107        | 2021 |
| 12   | Indonesia                            | 228.325        | 2021 |
| 13   | Ireland                              | 184.306        | 2021 |
| 14   | Thổ Nhĩ Kỳ                           | 179.229        | 2021 |
| 15   | Canada                               | 170.222        | 2018 |
| 16   | Tây Ban Nha                          | 161.426        | 2021 |
| 17   | Brasil                               | 155.192        | 2021 |
| 18   | Thụy Sĩ                              | 153.132        | 2021 |
| 19   | Thái Lan                             | 136.682        | 2021 |
| 20   | Ba Lan                               | 116.672        | 2021 |
| 21   | Hà Lan                               | 110.460        | 2021 |
| 22   | Ả Rập Xê Út                          | 108.820        | 2021 |
| 23   | Bangladesh                           | 88.397         | 2021 |
| 24   | Malaysia                             | 87.553         | 2021 |
| 25   | Úc                                   | 85.859         | 2021 |
| 26   | Singapore                            | 83.662         | 2021 |
| 27   | Argentina                            | 81.585         | 2021 |
| 28   | Thụy Điển                            | 79.251         | 2021 |
| 29   | Bỉ                                   | 79.004         | 2021 |
| 30   | Áo                                   | 79.001         | 2021 |
| 31   | Iran                                 | 76.313         | 2021 |
| 32   | Philippines                          | 69.504         | 2021 |
| 33   | Nigeria                              | 64.401         | 2021 |
| 34   | Séc                                  | 63.625         | 2021 |
| 35   | Ai Cập                               | 62.638         | 2021 |
| 36   | Venezuela                            | 58.237         | 2014 |
| 37   | Đan Mạch                             | 50.299         | 2021 |
| 38   | Puerto Rico                          | 51.269         | 2021 |
| 39   | Israel                               | 49.657         | 2021 |
| 40   | România                              | 49.288         | 2021 |
| 41   | Nam Phi                              | 49.154         | 2021 |
| 42   | Phần Lan                             | 45.676         | 2021 |
| 43   | Các Tiểu vương quốc Ả Rập Thống nhất | 43.030         | 2021 |
| 44   | Algeria                              | 42.383         | 2021 |
| 45   | Pakistan                             | 41.479         | 2021 |
| 46   | Colombia                             | 36.218         | 2021 |
| 47   | Hungary                              | 33.889         | 2021 |
| 48   | Bồ Đào Nha                           | 29.501         | 2021 |
| 49   | Chile                                | 27.447         | 2021 |
| 50   | Na Uy                                | 26.743         | 2021 |

## Phân loại
Thông thường trong các tài liệu thống kê, khu vực chế tạo được phân thành các ngành sau:
- Chế biến thực phẩm, đồ uống, thuốc lá.
- Dệt, may, đồ da.
- Chế biến gỗ và sản phẩm gỗ.
- Xuất bản, in ấn.
- Sản phẩm than đá, dầu mỏ, hạt nhân.
- Sản xuất vật liệu xây dựng.
- Hóa chất, sản phẩm hóa chất.
- Sản phẩm cao su và chất dẻo.
- Chế biến khoáng sản phi kim.
- Chế biến khoáng sản kim loại.
- Chế tạo máy móc, thiết bị.
- Chế tạo thiết bị điện và điện tử.
- Chế tạo công cụ chính xác.
- Chế tạo ô tô, xe máy, và thiết bị giao thông vận tải.
- Các ngành chế tạo khác.